# Anitápolis
Anitápolis è un comune del Brasile nello Stato di Santa Catarina, parte della mesoregione della Grande Florianópolis e della microregione di Tabuleiro.
Fondata nella seconda metà del XIX secolo da coloni italiani e tedeschi, deve il suo nome alla celebre eroina Anita Garibaldi, moglie di Giuseppe Garibaldi di origine brasiliana che i coloni italiani non esitarono a celebrare.
La popolazione di coloni a maggioranza italiana ha anche fatto sì che la bandiera di questo comune riprendesse la stessa bandiera italiana con il logo del comune posto nel centro.